# Caxixi

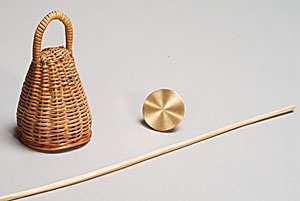
Caxixi

Caxixi [kaˈʃiʃi, „Ka-schi-schi“] ist eine Gefäßrassel, die aus Bast geflochten und mit Kiesel oder Samen gefüllt ist. Im Boden der Caxixi ist eine Kalebassen-Scheibe eingearbeitet. Die Caxixi wird beim Spiel auf und ab bewegt bzw. gedreht, sodass der Inhalt entweder auf den festen Boden oder auf das Geflecht trifft und je nach dem ein hoher, scharfer oder ein weicher, tiefer Ton erklingt.
Sie wird traditionell bei der Capoeira in Brasilien zusammen mit dem Berimbau verwendet. Heute wird sie auch als Effektinstrument in anderen Musikstilen eingesetzt. Dabei werden auch zwei Caxixi unterschiedlicher Größe kombiniert, sodass komplexere Rhythmen möglich sind. Der brasilianische Perkussionist Airto Moreira führte die Caxixi auf seinem Album Seeds on the Ground (1971) in den Jazz ein.

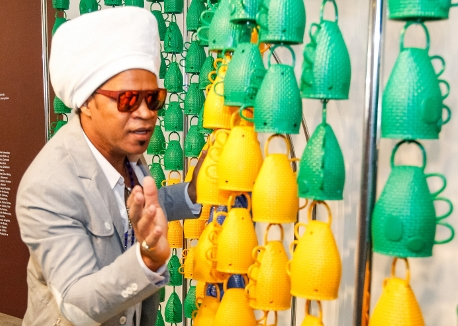
Der brasilianische Musiker Carlinhos Brown mit Caxirolas vor dem Konföderationen-Pokal 2013

Zum Konföderationen-Pokal 2013 und bei der Fußball-Weltmeisterschaft 2014 kam unter dem Namen Caxirola eine Version aus Kunststoff und mit seitlich angebrachten Schlaufen, um die Finger durchzustecken, zum Einsatz. Die Caxirolas wurden in Anlehnung an die WM 2010 in Südafrika als „Vuvuzelas Brasiliens“ bezeichnet. Die Instrumente wurden allerdings aus Sicherheitsgründen in den Fußballstadien verboten, da sie von Fans als Wurfgeschosse verwendet worden waren.